# Мартиноцци, Лаура
Ла́ура Мартино́цци (итал. Laura Martinozzi; 22 апреля 1639, Фано, Папская область — 19 июля 1687, Рим, Папская область) — «мазарине́ттка» — племянница первого министра Франции и кардинала Джулио Мазарини. В замужестве — герцогиня Модены и Реджо. После смерти мужа исполняла обязанности регента при несовершеннолетнем сыне.

## Биография

### Семья и ранние годы
Родилась в Фано 22 апреля 1639 года в семье графа Джироламо Мартиноцци и графини Лауры Маргариты, урождённой Мазарини. Детство Лауры прошло в Риме, где её отец служил майордомом во дворце Папской курии. В 1653 году она переехала в Париж к дядьке по материнской линии, кардиналу Джулио Мазарини.
Кардинал думал выдать племянницу замуж за герцога Савойского, но затем он стал планировать её брак с наследником герцога Моденского. Этот брак, как и, задуманный вместе с ним, брак короля Людовика XIV с принцессой Изабеллой д’Эсте, должен был укрепить союзнические отношения между Парижем и Моденой. Однако матримониальный проект не был реализован полностью из-за позиции кардинала в отношении третьего брака моденского герцога Франческо I д’Эсте с Лукрецией Барберини, внучатой племянницей римского папы Урбана VIII.

### Брак
В конце апреля 1655 года Париж и Модена договорились о браке моденского наследного принца Альфонсо д’Эсте с Лаурой. Стороны обменялись пунктами брачного договора, в одном из которых было указано приданое невесты в 90 000 ливров. В конце мая состоялась помолвка и был подписан брачный контракт. Наконец, 30 мая 1655 года был заключён брак по доверенности, в котором жениха представлял принц Евгений Мауриций Савойский, граф де Суассон. Свадебные торжества длились две недели. 13 июня 1655 года Лаура выехала из Парижа и 16 июля прибыла к супругу в Модену. В день приезда в её честь в герцогском театре было дано представление.
В браке Альфонсо и Лауры родились трое детей. Их первенец Франческо д’Эсте (11.8.1657 — 4.10.1658) умер в младенческом возрасте. Второй ребёнок, дочь Мария Беатриче д’Эсте (5.10.1658 — 7.5.1718), родилась преждевременно, но выжила. В 1673 году она сочеталась браком с йоркским герцогом Джеймсом Стюартом (24.10.1633 — 16.9.1701), с 1685 по 1688 год королём Англии, Шотландии и Ирландии. Младший сын, Франческо д’Эсте (6.3.1660 — 6.9.1694), родился после смерти деда-герцога, в честь которого он получил своё имя. После смерти Франческо I муж Лауры стал новым герцогом Модены и Реджо под именем Альфонсо IV, и в звании генералиссимуса возглавил армию французского королевства в итальянских землях. В марте 1661 года умер кардинал Жюль Мазарини, оставив ей в наследство ежегодный доход в 40 000 ливров, а также капитал в 150 000 ливров и 40 000 ливров драгоценностями и предметами мебели.

### Регентство
16 июля 1662 года скончался герцог Альфонсо IV, оставив Лауру вдовой с двумя малолетними детьми. После смерти мужа вдовствующая герцогиня была назначена регентом при двухлетнем сыне, который стал герцогом Модены и Реджо под именем Франческо II. Годом ранее покойный супруг сделал Лауру владелицей синьории Гвалтьери, вассального феода моденских герцогов.
По свидетельству историков, вдовствующая герцогиня была разумной правительницей. Она обладала твёрдым и волевым характером, который проявила не только в борьбе с преступностью во владениях сына, но и в отношении местной знати, представители которой попытались воспользоваться малолетством герцога в собственных интересах.
Став регентом, Лаура ввела в свой совет министров, доказавших эффективность и преданных дому Эсте. Править герцогством ей помогали граф Джироламо Грациани, юрист Бартоломео Гатти, кардинал Ринальдо д’Эсте, маркграф Чезаре Игнацио д’Эсте и духовник Лауры — иезуит Андреа Гаримберти. Усилиями последнего многие должности в герцогстве получили клирики. Со временем ей удалось улучшить экономическую ситуацию в герцогстве, сократив расходы на содержание двора. Вместе с тем, она потратила много средств на ремонт герцогского дворца и строительство монастыря визитанток в Модене, а также на реконструкцию церкви Святого Августина. Строительные проекты Лауры курировали архитекторы Гаспаре Вигарани и Джанджакомо Монти. В 1671 году она разрешила открыть в Реджо гетто для евреев.
Вдовствующая герцогиня старалась проводить независимую внешнюю политику. Но в 1673 году, по требованию короля Людовика XIV и совету римского папы Климента X, она вынужденно согласилась на брак пятнадцатилетней дочери с наследником английского престола, годившимся той в отцы. Изначально Лаура была против этого брака, а сама невеста хотела стать монахиней. Церемония бракосочетания состоялась в Лондоне 5 октября 1673 года. На время своего отсутствия вдовствующая герцогине поручила сына заботам министров и кузена из ветви маркграфов Монтеккьо. Чезаре Игнацио д’Эсте, воспользовавшись ситуацией, смог расположить к себе юного герцога и настроить его против матери. Лаура вернулась в Модену 5 марта 1674 года, а на следующий день, отметив своё четырнадцатилетие, Франческо II распустил регентский совет и приступил к единоличному правлению. Вдовствующая герцогиня не сразу, но всё же подчинилась давлению со стороны сына и отказалась от регентства.

### Поздние годы
В конце 1674 года Лаура уехала из Модены, однако летом 1675 года вернулась обратно. В январе 1676 года она переехала в Рим. Маркграф Монтеккьо перлюстрировал письма вдовствующей герцогини в сыну. Чезаре Игнацио д’Эсте убедил Франческо II не отвечать на письма матери, которая просила его вернуть имущество, завещанное ей дядей-кардиналом. Стараниями кузена конфликт между герцогом и вдовствующей герцогиней приобрёл непреодолимый характер. В Риме Лаура находилась до 1679 года. В том же году, посетив синьорию Гвалтьери, она переехала в Лондон к Марии Беатриче, откуда прибыла в Брюссель. В этом городе Лаура жила до 1684 года, побывав кратко в Модене в 1680 году и Лондоне в 1682 и 1684 годах. В 1684 году она снова прибыла в Рим. В 1686 году её противник, Чезаре Игнацио д’Эсте, был удалён со двора в Модене. С ноября 1686 по февраль 1687 года Франческо II дважды навещал мать в Риме, чьё здоровье сильно ухудшилось. Обострились головные боли, мучившие Лауру в течение нескольких предыдущих лет. Организм вдовствующий герцогини был истощён лихорадкой. Она умерла в Риме 9 июля 1687 года.
Согласно воле покойной, её похоронили в монастыре визитанток в Модене рядом с герцогским дворцом. Монастырь был упразднён в 1881 году, а в его здании разместились военные казармы. В 1925 году останки Лауры были перенесены из бывшего монастыря в капеллу Эсте в церкви Святого Викентия в Модене. Вдовствующая герцогиня завещала большие суммы денег бедным и храмам. Почти всё её имущество в Италии получил Франческо II. Марии Беатриче достались капиталы Лауры во Франции.